# Euploea fraudulenta
Euploea fraudulenta is een vlinder uit de familie Nymphalidae. De wetenschappelijke naam van de soort is voor het eerst geldig gepubliceerd in 1882 door Arthur Gardiner Butler.